# 速来蛮
速来蛮（波斯語：ﺳﻠﻴﻤﻥ ﺧﺎﻥ，?—?），蒙古人，旭烈兀之玄孙，伊兒汗國的第十四任君主。
当时，伊兒汗國西部分裂为楚邦王朝和札剌亦儿王朝，楚邦王朝谢赫·小哈散·楚邦王公于1340年在伊兒汗國首都桃里寺（大不里士）拥立速来蛮，第二年击败大哈散，札剌亦儿王朝取代报达（巴格达）的可汗只罕帖木儿，速来蛮成为伊兒汗國西部唯一的旭烈兀家族可汗。
1343年，小哈散被谋杀，汗國内讧，速来蛮请札剌亦儿王朝谢赫·大哈散王公干涉，结果失去汗位。
| 前任： 撒迪别 | 蒙古伊兒汗國君主 1340年－1343年 | 繼任： 努失儿完 |